# Melitaea minerva
Melitaea minerva är en fjärilsart som beskrevs av Otto Staudinger 1881. Melitaea minerva ingår i släktet Melitaea och familjen praktfjärilar. Inga underarter finns listade i Catalogue of Life.